# Rózsa Gábor (statisztikus)
Rózsa Gábor (Budapest, 1947. november 17. –) statisztikus, demográfus. Rózsa György (1922–2005) könyvtáros fia, Rózsa Dávid (1982) könyvtáros apja.

## Életútja
Gimnáziumi tanulmányait az Apáczai Csere János Gimnáziumban végezte 1962 és 1966 között. Matematika szakos egyetemi diplomáját 1972-ben szerezte meg Genfben. 1992 és 1994 között elvégezte az Eötvös Loránd Tudományegyetem Jogi Továbbképző Intézetének posztgraduális demográfusképzését. Népszámlálási tárgyú doktori disszertációját 2009-ben védte meg az ELTE BTK könyvtártudományi doktori programjában.
Pályáját a genfi Collège des Voirets matematikatanáraként kezdte meg 1971-ben. 1973-ban néhány hónapig az Országos Műszaki Könyvtár és Dokumentációs Központban szerkesztette a Bulletin Analytique de la Technique Hongroise című referáló folyóiratot, majd a pusztaszabolcsi Velinszky László Gimnázium és Szakközépiskola tanára lett. 1977 és 1986 között a Nemzetközi Előkészítő Intézet munkatársa volt. 1986-tól 2007-es nyugdíjba vonulásáig a Központi Statisztikai Hivatal népszámlálási részlegében dolgozott, 1999-ben főosztályvezetőként, 2000-től főosztályvezető-helyettesként.
Jelentős szerepet játszott az 1990-es és a 2001-es népszámlálás előkészítésében, lebonyolításában, adatfeldolgozásában és adatainak közzétételében, a magyar és a nemzetközi foglalkozási, ágazati, iskolázottsági és területi osztályozások és jogszabályok harmonizálásában, valamint a nemzetközi szervezetekkel való szakmai kapcsolatok kiépítésében és fejlesztésében. 2003 és 2006 között részt vett az Egyesült Nemzetek Szervezete Európai Gazdasági Bizottsága és az Eurostat népesség-összeírásokkal foglalkozó, demográfiai, valamint család- és háztartás-statisztikai munkabizottságának tevékenységében.
2008 és 2013 között független szakértőként segítette az albán, a boszniai, az észak-ciprusi, a horvát, a koszovói, a macedón, a montenegrói, a szerb és a török népszámlálás előkészületeit és utómunkálatait.
A nemzetközi népszámlálási konferenciák, értekezletek gyakori meghívottja, szakértője.

## Munkássága
Tudományos munkássága során elsősorban népszámlálási módszertannal foglalkozik, de írt a hazai cigányság demográfiai viszonyairól és a már elhunyt kiemelkedő hazai statisztikusok, demográfusok pályájáról is. Több mint kétszáz publikáció szerzője, szerkesztője; a Központi Statisztikai Hivatal Könyvtár Nemzetközi Statisztikai Figyelő című elektronikus szakirodalmi szemléző folyóiratának demográfiai rovatszerkesztője.

## Alapítványi tevékenysége
Apjával és testvérével 1990-ben létrehozta az édesanyjáról, Robitsek Borbála (1920–1967) óvónőről elnevezett Rózsa Borka Alapítványt, amelynek célja a végzős magyarországi óvodapedagógus-hallgatók támogatása. Az alapítvány kuratóriumának kezdettől fogva tagja és képviselője.

## Társasági tagsága
A Francia Nyelvű Demográfusok Nemzetközi Szervezetének (Association Internationale des Démographes de Langue Française, AIDELF) tagja.

## Főbb művei

### Monográfiák
- Népszámlálások Magyarországon. Népszámlálási kézikönyv. Budapest: Greger-Delacroix, 2000. (Rehák Arankával; szerk.)
- Statisztika és információs kultúra: a népszámlálás esete. Az információ, mint a népszámlálás nélkülözhetetlen forrása, és a népszámlálás, mint nélkülözhetetlen információk forrása. Budapest: 2005. (Doktori disszertáció)

### Tanulmányok
- Támpontok az iskolázottsági adatok nemzetközi összehasonlításához. Statisztikai Szemle, 1998. 2. sz. 146–165. o.
- A népszámlálási módszerek és a nemzetközi összehasonlíthatóság. Statisztikai Szemle, 2000. 10–11. sz. 893–913. o.
- A népesség főbb demográfiai és foglalkoztatottsági jellemzői. Statisztikai Szemle, 2006. 5–6. sz. 470–491. o. (Fóti Jánossal és Lakatos Miklóssal)
- Situation socio-démographique de la population Roma/Tzigane en Hongrie d’après les données de recensement 2001. In Démographie et Cultures (Actes du colloque de Québec, 2008). Párizs: AIDELF, 2008. 275–290. o.
- A 2011-es népszámlálások Délkelet-Európa nem uniós országaiban. Statisztikai Szemle, 2012. 7–8. sz. 609–631. o. (Rózsa Dáviddal)
- Collecte des données sur la langue maternelle, la religion et les groupes nationaux par les recensements de la population. In Chaire Quetelet 2003. L’élargissement de l’Union européenne. Enjeux et implications socio-démographiques. Szerk.: Godelieve Masuy-Stroobant. Louvain: Presses universitaires de Louvain, 2012. 99–119. o.
- A statisztika története Magyarországon. In Portrék a magyar statisztika és népességtudomány történetéből. Életrajzi lexikon a XVI. századtól napjainkig. Főszerk. Rózsa Dávid. Budapest: Központi Statisztikai Hivatal Könyvtár, 2014. 13–38. o. ISBN 978-963-235-449-1